# Matieu de Caersi
Matieu de Caersi oppure Caerci o Querci (fl. XII-XIII secolo) è stato un trovatore, originario del Quercy.
Secondo la rubrica che accompagna la sua unica canzone nel manoscritto trobadorico C, egli era Mayestre Matieus de Caersi, vale a dire, un maestro delle arti del Quercy, possibilmente di Cahors. Non è comunque identificato con il Matheus che compose una tenzone con Bertram de Gordon nel 1212.
Il suo unico lavoro sopravvissuto è Tant suy marritz que no.m puese alegrar ("Tanto sono smarrito che non mi posso allegrare"), un planh sulla morte di Giacomo I d'Aragona (morto il 26 agosto del 1276). Viene spesso messo a confronto con un altro planh sulla morte di Giacomo composto da Cerverí de Girona, Si per tristor, per dol no per cossir. Il componimento di Cerverí è diretto e quasi personale, dato che il trovatore chiede alla Vergine Maria di mostrare verso Giacomo tanta misericordia quanta lui ne ha mostrata nella sua vita terrena, riferendosi alla sua istituzione dell'ordine mercedario a Barcellona. Matieu, d'altra parte, è religioso e dedito alla morale. Si preoccupa inoltre di chiedere ai figli di Giacomo di continuare a proteggerlo. I meriti di entrambi i lavori sono stati oggetto di dibattio da parte dei critici.
Strutturalmente, Matieu crea coblas capfinidas sulla scorta di ciò che altrimenti non sarebbe nient'altro che la forma metrica usata da Raimbaut de Vaqueiras in Ara pot hom conoisser e proar. I componimenti hanno anche due tornadas. La prima gioca sul fatto che Giacomo muoia un giorno dopo il giorno di festa dedicato a Giacomo (figlio di Zebedeo) (Santiago Matamoros): de dos Jacmes dobla festa.ns remanha [Dieu] ("Dai due Giacomo doppia festa Dio ci lascia"). In precedenza Matieu aveva paragonato il dolore delle genti delle terre di Giacomo a quelle dei bretoni che lamentarono la perdita di Re Artù: ben devetz aitant de dol aver cum per Artus agron silh de Bretanha.